# Ogniem i mieczem
Ogniem i mieczem – pierwsza z trzech powieści historycznych będących częścią Trylogii, pisanej dla pokrzepienia serc przez Henryka Sienkiewicza w latach 1884–1888.
Pisarz, tworząc powieść, opierał się na Szkicach historycznych autorstwa Ludwika Kubali. Akcja powieści rozgrywa się w latach 1648–1651, w okresie powstania Chmielnickiego na Ukrainie. Pozostałe części Trylogii to Potop i Pan Wołodyjowski. Powieść była pierwotnie wydana w odcinkach w latach 1883–1884 w warszawskim dzienniku „Słowo” i, z minimalnym opóźnieniem w stosunku do „Słowa”, także w krakowskim dzienniku „Czas”. Pierwsze wydanie książkowe ukazało się w 1884 w Warszawie. Wydanie książkowe miało inne zakończenie powieści aniżeli wersja wydrukowana w czasopismach. Część rękopisu powieści przechowywana jest w Zakładzie Narodowym im. Ossolińskich we Wrocławiu. Autor mija się chwilami z historyczną prawdą, co nie ujmuje dziełu wartości literackich. Sienkiewicz tworzył swoją powieść, aby podnieść na duchu żyjących pod zaborami Polaków.
W 1999 powieść Ogniem i mieczem została zekranizowana – powstał film fabularny oraz serial telewizyjny w reżyserii Jerzego Hoffmana. W roku 1958 w Stanach Zjednoczonych ukazała się komiksowa adaptacja powieści w serii Classics Illustrated (no.146).
Do 1970 Ogniem i mieczem przetłumaczono na 26 języków.
Pełny tekst:  Ogniem i mieczem  w Wikiźródłach 

  Pobierz jako: EPUB   • PDF   • MOBI  

## Opis fabuły

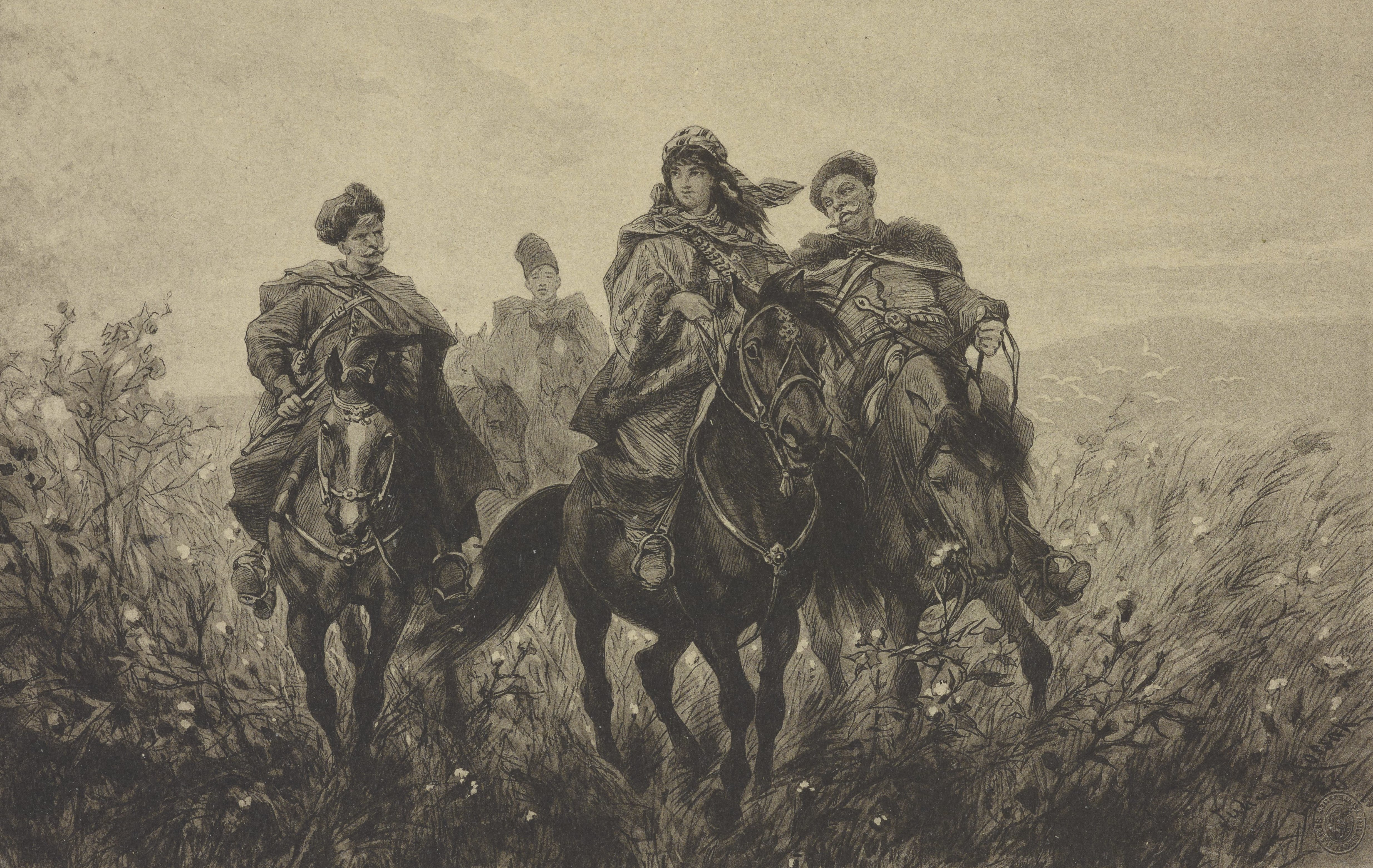
Ucieczka z Czortowego Jaru, ryc. Juliusza Kossaka

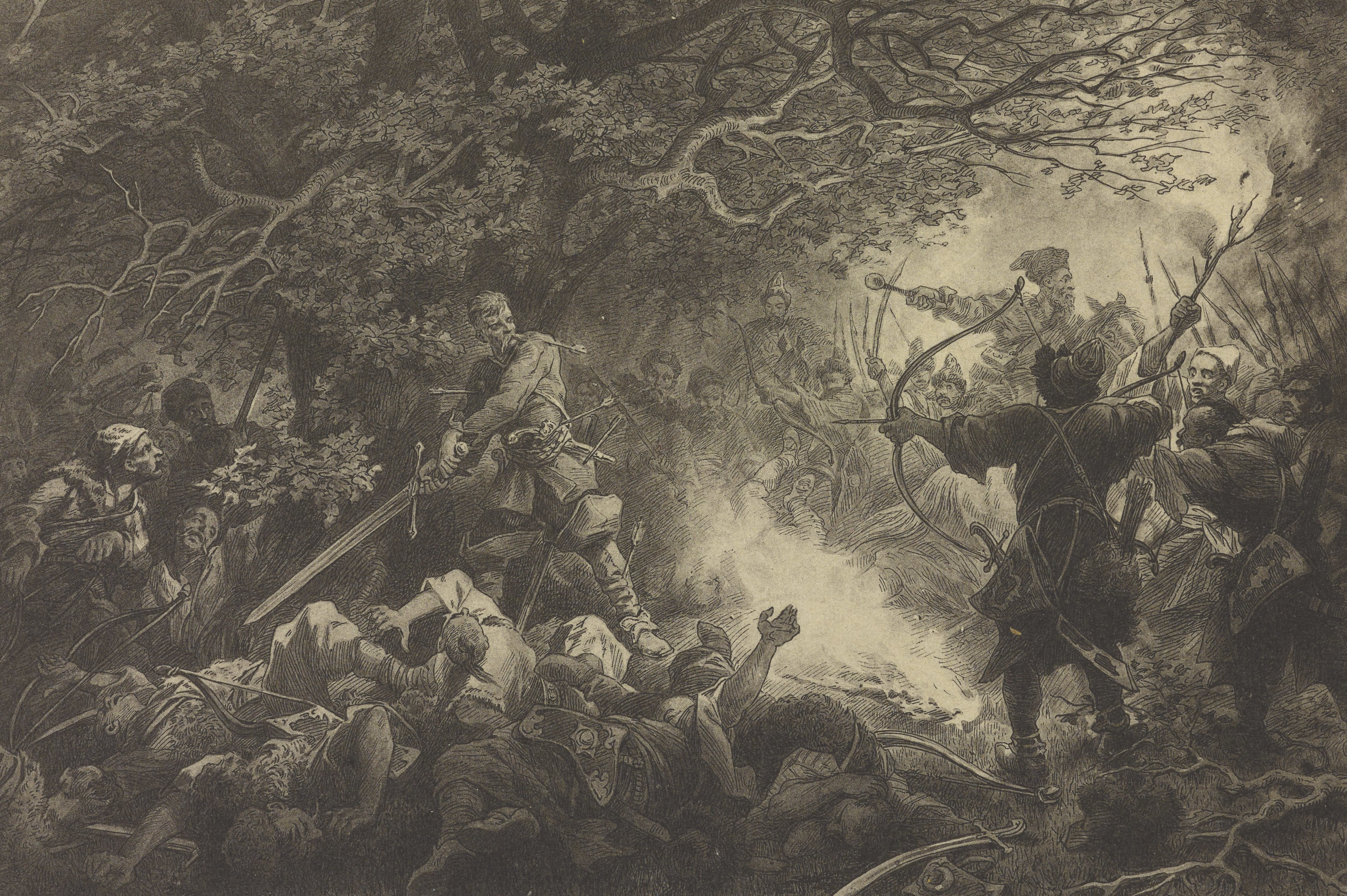
Śmierć Podbipięty pod Zbarażem, ryc. Juliusza Kossaka

Mapa obejmująca miejscowości i wykres ważniejszych szlaków w Ogniem i mieczem

W powieści przeplata się wątek walk polsko-kozackich z historią miłosną Jana Skrzetuskiego i Heleny Kurcewiczówny. Poznajemy przebiegłego i pełnego poczucia humoru Jana Onufrego Zagłobę oraz obdarzonego ogromną siłą i życzliwego, ale naiwnego jak dziecko Litwina Longinusa Podbipiętę, który ślubował czystość, dopóki mieczem przodków, Zerwikapturem, nie zetnie trzech głów „pohańców” za jednym zamachem. Poznajemy także „małego rycerza” Michała Wołodyjowskiego, pierwszą szablę Rzeczypospolitej, sługę Skrzetuskiego Rzędziana, beznadziejnie zakochanego w Helenie Bohuna, jak również dwie ważne postaci historyczne epoki: Bohdana Chmielnickiego i Jeremiego Wiśniowieckiego.
Powieść rozpoczyna się ucieczką Chmielnickiego na Sicz, gdzie organizuje wielkie powstanie Kozaków sprzymierzonych z Tatarami. Powstańcy pokonują część wojsk koronnych nad Żółtymi Wodami i pod Korsuniem. Bunt próbuje stłumić na własną rękę książę Jeremi Wiśniowiecki, w którego prywatnym wojsku służą Skrzetuski z Wołodyjowskim, do których dołącza Podbipięta. Obowiązek żołnierski odrywa Skrzetuskiego od ukochanej Heleny. Nie ma możliwości, by obronić ją przed wojną i gotowym na wszystko Bohunem.
Wojska Wiśniowieckiego nie mogą liczyć na pomoc innych magnatów, którzy chcą ugody z Kozakami. Pospolite ruszenie, zebrane pod Piławcami, ucieka na wieść o przybyciu Tatarów. Wojska pod wodzą księcia fortyfikują się w twierdzy Zbaraż, gdzie oblega ich wielka armia Chmielnickiego i chana Islama III Gireja. Szlachta w liczbie kilkunastu tysięcy żołnierzy broni się dzielnie, ale nie ma szans wobec ogromnej potęgi przeciwnika.
Książę posyła ochotnika (jest nim Podbipięta), by przekradł się przez obóz Kozaków i zawiadomił króla o trudnym położeniu. Longinus ginie jednak nie wykonując zadania. Misja udaje się następnemu śmiałkowi – Skrzetuskiemu – dzięki któremu król Jan Kazimierz podejmuje próbę odsieczy Zbaraża; po nierozstrzygniętej bitwie pod Zborowem następuje ugoda i w tym momencie kończy się zasadniczy wątek powieści.
Helena po wielu przygodach zostaje ocalona, a Bohun schwytany (ale Skrzetuski przebacza mu porwanie Heleny). Powieść kończy się opisem zwycięskiej dla Polaków bitwy pod Beresteczkiem, ale jednocześnie dowiadujemy się, że „nienawiść zatruła krew pobratymczą”, co zapowiada, że okrutne wojny na Ukrainie będą trwały jeszcze długo.

## Opinie i recenzje
Według samego Henryka Sienkiewicza jego literatura jest „dla pokrzepienia serc”. Natomiast sama literatura „historyczna” H. Sienkiewicza jest raczej opisaniem m.in. przyczyn upadku Rzeczypospolitej (widoczne np. antagonizmy i pokonanie wielu nacji w rezultacie przez wroga). Kontekst historyczny mimo wagi, dodatkowo zawiera przygody, romanse, w znaczeniu m.in. romantyzmu. Literatura przeznaczona dla lepszego odbioru przez typowego czytelnika, w terminologii XX i XXI wieku – bestseller.
Według ukraińskiego prozaika i poety Bohdana Łepkiego od ukazania się powieści datuje się wzrost antagonizmu polsko-ukraińskiego.

## Adaptacje powieści
Powieść stała się kanwą do wielu późniejszych adaptacji:
- W 1919 w Czechosłowacji powstała niema ekranizacja powieści, którą uważa się za zagubioną.
- W 1932 w Poznaniu Teatr Narodowy w sali Ogrodu Zoologicznego przedstawił sztukę teatralną pt. „Ogniem i mieczem”. W głównych rolach wystąpili: Klara Sarnecka (Helena), Czesława Nadworna (Kniahini, Horpyna), Leon Frankowski (Zagłoba), Zbigniew Szczerbowski (Bohun). Ostatnie przedstawienia odbyły się 19.11.1932 roku i 21.11.1932 roku[5].
- W 1958 w Stanach Zjednoczonych ukazała się komiksowa adaptacja powieści w serii Classic Illustrated (no.146)
- W 1962 powstał film produkcji włosko-francusko-jugosłowiańskiej pt. „Col ferro e col fuoco”,
- W 1999 powstał film w reżyserii Jerzego Hoffmana,
- W 2000 powstał serial telewizyjny w reżyserii Jerzego Hoffmana,
- w 1969 powstała wierna adaptacja w formie 25-odcinkowego słuchowiska radiowego w ramach pozycji Powieść w wydaniu dźwiękowym. Reżyserował Edward Płaczek. W postać Jana Skrzetuskiego wcielił się w pierwszych odcinkach Andrzej Nowakowski, później rolę tę przejął Tomasz Zaliwski. Obsada pozostałych ról:
  - Helena Kurcewiczówna – Barbara Wrzesińska,
  - Onufry Zagłoba – Kazimierz Wichniarz,
  - Jurko Bohun – Krzysztof Chamiec,
  - Michał Wołodyjowski – Zbigniew Zapasiewicz,
  - Longinus Podbipięta – Mieczysław Voit,
  - Jeremi Wiśniowiecki – Andrzej Szczepkowski,
  - Bohdan Chmielnicki – Jan Świderski,
  - Zaćwilichowski – Władysław Hańcza,
  - kniahini Kurcewiczowa – Zofia Rysiówna,
  - Horpyna – Anna Jaraczówna,
  - wojewoda Janusz Tyszkiewicz – Emil Karewicz,
  - Adam Kisiel – Tadeusz Białoszczyński.
- W 2023 roku powstało słuchowisko Ogniem i mieczem wydane przez studio Audioteka.[6]

## Powieść w kulturze
Domniemuje się, że powieść stanowiła inspirację dla pierwszego poematu symfonicznego w polskiej literaturze muzycznej – Step op. 66 Zygmunta Noskowskiego.